# Juan Manuel Rodríguez Pérez
Juan Manuel Rodríguez (Las Palmas de Gran Canaria, 16 de diciembre de 1958) es un entrenador de fútbol español. Actualmente sin equipo.

## Trayectoria
Juan Manuel comenzó en los banquillos en 1981, cuando dejó su corta carrera futbolística y se puso a entrenar a la selección infantil de Las Palmas, con la que fue campeón de España. Luego, pasó por el Arguineguín, el Vecindario, el Realejos, el Lanzarote, el Villa de Santa Brígida y la U. D. Las Palmas en diferentes categorías y periodos. En uno de esos periodos actuó como ayudante de Pacuco Rosales en la temporada 95-96, en la que se consiguió el ascenso a Segunda División.
Su primera etapa en la Unión Deportiva Las Palmas comenzó en junio de 2003, cuando fue nombrado técnico del primer equipo para la temporada 2003-04. Sin embargo, sólo estuvo 16 jornadas en el banquillo insular, ya que fue destituido en diciembre de 2003, aunque el equipo no ocupaba posiciones de descenso.
En la temporada 2007-08, Juan Manuel Rodríguez entrenó nuevamente a la Unión Deportiva Las Palmas en la Segunda División de España, tras el cese de Juanito Rodríguez en dicho equipo. Para ello hubo de abandonar la dirección de la U. D. Villa Santa Brígida de Segunda B, con la cual había logrado el ascenso un año antes. Rodríguez llevó a la U. D. Las Palmas a una cómoda permanencia; y siguió al frente del equipo en la temporada 2008-09 hasta su cese tras la jornada 14, con Las Palmas rozando los puestos de descenso.
Dos años después (temporada 2010-11), la entidad amarilla volvió a contratarlo, cuando el equipo estaba al borde del descenso tras 12 jornadas sin ganar, dejándolo ocho puntos por encima de los puestos de descenso. Tras lograr el objetivo de la salvación, fue renovado para la campaña 2011-12. Una vez acabado el curso, en el que el equipo grancanario acabó en noveno puesto, no renovó su contrato y dejó el club.
Tras unos años alejado de los banquillos, volvió a la actividad en noviembre de 2017 para entrenar a Las Palmas Atlético, filial de la U. D. Las Palmas en Segunda B, sustituyendo a Suso Hernández en la jornada 14. Tras cuatro temporadas en los que consiguió los objetivos marcados, en enero de 2022 presentó su dimisión.

### Clubes
| Club                         | País   | Temp.     | Categoría                 | Part. | Gan. | Emp. | Per. | Posc. |
| ---------------------------- | ------ | --------- | ------------------------- | ----- | ---- | ---- | ---- | ----- |
| C. D. Arguineguín            | España | 1988-89   | Tercera División          | -     | -    | -    | -    | 14.º  |
| U. D. Las Palmas juvenil     | España | 1989-90   | División de Honor Juvenil | -     | -    | -    | -    | -     |
| U. D. Vecindario             | España | 1990-91   | Tercera División          | -     | -    | -    | -    | 10.º  |
| U. D. Aridane                | España | 1991-92   | Tercera División          | -     | -    | -    | -    | -     |
| C. D. Arguineguín            | España | 1992-93   | Tercera División          | -     | -    | -    | -    | 9.º   |
| U. D. Vecindario             | España | 1993-94   | Tercera División          | -     | -    | -    | -    | 13.º  |
| U. D. Vecindario             | España | 1994-95   | Tercera División          | -     | -    | -    | -    | 5.º   |
| Las Palmas Atlético          | España | 1995-96   | Tercera División          | -     | -    | -    | -    | 4.º   |
| U. D. Realejos               | España | 1996-97   | Segunda División B        | -     | -    | -    | -    | 19.º  |
| U. D. Lanzarote              | España | 1997-98   | Tercera División          | -     | -    | -    | -    | 3.º   |
| U. D. Lanzarote              | España | 1998-99   | Tercera División          | -     | -    | -    | -    | 3.º   |
| U. D. Lanzarote              | España | 1999-2000 | Segunda División B        | -     | -    | -    | -    | 17.º  |
| U. D. Vecindario             | España | 2002-03   | Tercera División          | -     | -    | -    | -    | 1.º   |
| U. D. Las Palmas             | España | 2003      | Segunda División          | 16    | 3    | 8    | 5    | 16.º  |
| U. D. Villa de Santa Brígida | España | 2004-05   | Tercera División          | -     | -    | -    | -    | 5.º   |
| U. D. Villa de Santa Brígida | España | 2005-06   | Tercera División          | -     | -    | -    | -    | 5.º   |
| U. D. Villa de Santa Brígida | España | 2006-07   | Tercera División          | -     | -    | -    | -    | 3.º   |
| U. D. Villa de Santa Brígida | España | 2007-08   | Segunda División B        | 11    | 3    | 4    | 4    | 12.º  |
| U. D. Las Palmas             | España | 2007-08   | Segunda División          | 32    | 14   | 10   | 8    | 8.º   |
| U. D. Las Palmas             | España | 2008      | Segunda División          | 14    | 3    | 6    | 5    | 18.º  |
| U. D. Las Palmas             | España | 2011      | Segunda División          | 16    | 8    | 4    | 5    | 15.º  |
| U. D. Las Palmas             | España | 2011-12   | Segunda División          | 42    | 16   | 10   | 16   | 9.º   |
| Las Palmas Atlético          | España | 2017-18   | Segunda División B        | 25    | 11   | 8    | 6    | 14.º  |
| Las Palmas Atlético          | España | 2018-19   | Segunda División B        | 38    | 12   | 12   | 14   | 15.º  |
| Las Palmas Atlético          | España | 2019-20   | Segunda División B        | 28    | 10   | 4    | 14   | 16.º  |
| Las Palmas Atlético          | España | 2020-21   | Segunda División B        | 26    | 8    | 11   | 7    | 13.º  |
| Las Palmas Atlético          | España | 2021-22   | Segunda División RFEF     | 17    | 4    | 7    | 6    | 14.º  |